# Ла-Пас (муниципалитет, Южная Нижняя Калифорния)
Ла-Пас (исп. La Paz) — муниципалитет в Мексике, штат Южная Нижняя Калифорния, с административным центром в одноимённом городе, являющимся также столицей штата. Численность населения, по данным переписи 2020 года, составила 292 241 человек.

## Общие сведения
Название La Paz в переводе с испанского языка — мир.
Площадь муниципалитета равна 15 414 км², что составляет 20,9 % от площади штата, а наиболее высоко расположенное поселение Ла-Виктория, находится на высоте 1234 метра.
Он граничит с другими муниципалитетами Южной Нижней Калифорнии: на севере с Комонду, на юге с Лос-Кабосом, а также омывается водами: Калифорнийского залива на востоке, и Тихого океана на западе.

## Учреждение и состав
Муниципалитет был образован 1 января 1972 года, после утверждения Конгрессом штата создания первых трёх муниципалитетов, в его состав входит 1018 населённых пунктов, самые крупные из которых:
| Код INEGI                  | Населённый пункт                                                                             | Численность населения (2005 год) | Численность населения (2010 год) | Численность населения (2020 год) |
| -------------------------- | -------------------------------------------------------------------------------------------- | -------------------------------- | -------------------------------- | -------------------------------- |
| 003                        | Всего                                                                                        | 219596                           | 251871                           | 292241                           |
| 0001                       | Ла-Пас (исп. La Paz) 24°08′55″ с. ш. 110°18′24″ з. д. (административный центр)               | 189176                           | 215178                           | 250141                           |
| 0003                       | Тодос-Сантос (исп. Todos Santos) 23°27′02″ с. ш. 110°13′32″ з. д.                            | 4078                             | 5148                             | 7185                             |
| 0092                       | Эль-Сентенарио (исп. El Centenario) 24°06′09″ с. ш. 110°24′47″ з. д.                         | 3626                             | 4696                             | 6221                             |
| 0684                       | Пескадеро (исп. El Pescadero) 23°21′51″ с. ш. 110°10′03″ з. д.                               | 1634                             | 2338                             | 4245                             |
| 0108                       | Чаметла (исп. Chametla) 24°06′07″ с. ш. 110°22′27″ з. д.                                     | 1731                             | 2178                             | 3054                             |
| 0944                       | Мелитон-Альбаньес-Домингес (исп. Melitón Albáñez Domínguez) 23°39′34″ с. ш. 110°25′12″ з. д. | 1154                             | 1588                             | 2409                             |
| 0392                       | Лос-Баррилес (исп. Los Barriles) 23°40′50″ с. ш. 109°42′16″ з. д.                            | 1056                             | 1174                             | 1674                             |
| 1630                       | Эль-Сархенто (исп. El Sargento) 24°04′54″ с. ш. 109°59′37″ з. д.                             | 836                              | 958                              | 1359                             |
| —                          | Прочие                                                                                       | 16305                            | 18613                            | 15953                            |
| Названия на карте Генштаба |                                                                                              |                                  |                                  |                                  |

## Экономическая деятельность
По статистическим данным 2000 года, работоспособное население занято по секторам экономики в следующих пропорциях:
- сельское хозяйство, скотоводство и рыбная ловля — 8 %;
- промышленность и строительство — 19,6 %;
- торговля, сферы услуг и туризма — 69,4 %;
- безработные — 3 %.

## Инфраструктура
По статистическим данным 2020 года, инфраструктура развита следующим образом:
- электрификация: 98,4 %;
- водоснабжение: 90,7 %;
- водоотведение: 98,3 %.